# Oscar Tshiebwe
Oscar Tshiebwe (Lubumbashi, 27 novembre 1999) è un cestista della Repubblica Democratica del Congo.

## Statistiche

### College
| Anno      | Squadra           | PG  | PT  | MP   | TC%  | 3P% | TL%  | RP   | AP  | PRP | SP  | PP   |
| --------- | ----------------- | --- | --- | ---- | ---- | --- | ---- | ---- | --- | --- | --- | ---- |
| 2019-2020 | WV Mountaineers   | 31  | 31  | 23,2 | 55,2 | -   | 70,8 | 9,3  | 0,4 | 0,7 | 1,0 | 11,2 |
| 2020-2021 | WV Mountaineers   | 10  | 10  | 19,9 | 52,3 | -   | 60,7 | 7,8  | 0,7 | 0,4 | 0,4 | 8,5  |
| 2021-2022 | Kentucky Wildcats | 34  | 34  | 31,9 | 60,6 | -   | 69,1 | 15,1 | 1,1 | 1,8 | 1,6 | 17,4 |
| 2022-2023 | Kentucky Wildcats | 32  | 30  | 33,6 | 56,0 | 0,0 | 72,9 | 13,7 | 1,6 | 1,6 | 1,0 | 16,5 |
| Carriera  | Carriera          | 107 | 105 | 28,8 | 57,3 | 0,0 | 70,5 | 12,3 | 1,0 | 1,3 | 1,1 | 14,5 |

### NBA

#### Regular Season
| Anno      | Squadra        | PG | PT | MP   | TC%  | 3P% | TL%  | RP  | AP  | PRP | SP  | PP  |
| --------- | -------------- | -- | -- | ---- | ---- | --- | ---- | --- | --- | --- | --- | --- |
| 2023-2024 | Indiana Pacers | 8  | 0  | 5,3  | 50,0 | -   | 75,0 | 2,0 | 0,3 | 0,3 | 0,1 | 3,3 |
| 2024-2025 | Utah Jazz      | 14 | 1  | 18,2 | 60,0 | -   | 74,2 | 8,7 | 0,6 | 0,9 | 0,1 | 7,6 |
| Carriera  | Carriera       | 22 | 1  | 13,5 | 57,8 | -   | 74,4 | 6,3 | 0,5 | 0,7 | 0,1 | 6,0 |

### G League
| Anno      | Squadra          | PG | PT | MP   | TC%  | 3P% | TL%  | RP   | AP  | PRP | SP  | PP   |
| --------- | ---------------- | -- | -- | ---- | ---- | --- | ---- | ---- | --- | --- | --- | ---- |
| 2023-2024 | Indiana Mad Ants | 33 | 31 | 26,8 | 57,4 | 0,0 | 69,3 | 16,1 | 1,8 | 0,9 | 0,9 | 16,4 |
| 2024-2025 | S.L.C. Stars     | 42 | 42 | 31,0 | 57,4 | 0,0 | 70,9 | 18,2 | 2,8 | 1,8 | 1,1 | 16,1 |
| Carriera  | Carriera         | 75 | 73 | 29,2 | 57,4 | 0,0 | 70,3 | 17,3 | 2,4 | 1,4 | 1,0 | 16,2 |

## Palmarès
- Naismith College Player of the Year (2022)
- John R. Wooden Award (2022)
- NABC Player of the Year (2022)
- Pete Newell Big Man Award (2022)
- Sporting News Player of the Year (2022)
- Kareem Abdul-Jabbar Award (2022)
- Oscar Robertson Trophy (2022)
- NBA G League Rookie of the Year Award (2024)